# Los Moras (Granada)
Los Moras es una localidad y pedanía española perteneciente al municipio de Turón, en la provincia de Granada. Está situada en la parte suroriental de la comarca de la Alpujarra Granadina. A dos kilómetros del límite con la provincia de Almería, cerca de esta localidad se encuentran los núcleos de Gurrías, La Noria, La Ermita y El Patio.
La pedanía está compuesta por los diseminados de Los Rivas, Los Garbanzales, Los Lucenas, La Pileta, Los Pintos, y El Tío Erillo.

## Demografía
Según el Instituto Nacional de Estadística de España, en el año 2024 Los Moras contaba con 19 habitantes censados, lo que representa el 8,92% de la población total del municipio.

### Evolución de la población
| Gráfica de evolución demográfica de Los Moras entre 2014 y 2024 |
|                                                                 |
| Datos según el nomenclátor publicado por el INE.                |

## Comunicaciones
Algunas distancias entre Los Moras y otras ciudades:
| Ciudades | Distancia (km) |
| -------- | -------------- |
| Turón    | 16             |
| Órgiva   | 75             |
| Almería  | 81             |
| Granada  | 108            |
| Jaén     | 198            |
| Murcia   | 300            |